# Ken Weatherwax
Kenneth Patrick Weatherwax (Los Angeles, 29 settembre 1955 – Los Angeles, 7 dicembre 2014) è stato un attore statunitense, noto per aver interpretato il personaggio di Pugsley Addams nella serie televisiva La famiglia Addams (1964-1966).

## Biografia
Weatherwax apparteneva ad una famiglia di artisti. Sua zia era l'attrice e ballerina Ruby Keeler, mentre il suo fratellastro, Joey D. Vieira, ha recitato negli anni '50 nel ruolo di Porky nelle prime tre stagioni di Lassie con il nome d'arte di Donald Keeler. I suoi zii erano Frank e Rudd Weatherwax, noti per essere gli ammaestratori e proprietari del primo cane che ha ricoperto il ruolo di Lassie.
Weatherwax ha fatto il suo debutto da attore nei primi anni '60 quando aveva 9 anni, interpretando un bambino di nome Chester in un annuncio pubblicitario per il dentifricio Gleem. Dopo aver terminato la serie televisiva La famiglia Addams, ha perso interesse per la recitazione, entrando nell'esercito a 17 anni. Ha ripreso il ruolo di Pugsley nel film revival del 1977 Halloween con la famiglia Addams. Successivamente ha lavorato a Hollywood in vari modi: è stato dietro la macchina da presa, poi uno scenografo e infine ha avuto spesso voce fuori campo e ruoli minori. 

## Morte
Muore il 7 dicembre 2014 all'età di 59 anni per un infarto; dopo i funerali il suo corpo è stato cremato.

## Riconoscimenti
- Young Hollywood Hall of Fame[4]